# Jean Harambat
Jean Harambat est dessinateur et auteur de bande dessinée français, né en 1976 à Mont-de-Marsan.

## Biographie
Jean Harambat est né dans les Landes, dans le monde rural qu'il décrit dans plusieurs récits. Il fait des études de philosophie dont ses bandes dessinées tirent profit. Le temps d'une mission au Libéria, il est logisticien pour Action Contre la Faim (il fait des dessins pour la communication de l'ONG en 2014). Sa jeunesse sur les terrains de rugby de différents pays lui inspire le livre En même temps que la jeunesse chez Actes Sud en 2011. Outre ses albums de BD, il réalise pour la presse écrite des reportages ou des récits dessinés.
Le 30 novembre 2017, le prix René Goscinny, décerné par le FIBD et l'Institut Goscinny, récompense son travail de scénariste pour Opération Copperhead, publié chez Dargaud.

## Thèmes
Les bandes dessinées de Jean Harambat puisent souvent dans l'Histoire, sur le ton épique ou comique, pour mettre au jour la vulnérabilité humaine. Ulysse, les Chants du retour est un livre qui évoque le retour du héros grec, roi-mendiant à la reconquête de lui-même. Opération Copperhead décrit les péripéties de deux comédiens sous les drapeaux, qui, dans la tragédie de la deuxième guerre mondiale, participent à une mission de contre-espionnage, faisant de leur mieux dans la bonne humeur. Quant à la fable policière Le Detection Club, elle offre, de biais, en respectant les conventions du "detective novel", une satire du transhumanisme.

## Publications

### Bande dessinée
- Les Invisibles, Futuropolis, 2008
- Le juge pendeur, Hermiston t.1, Futuropolis, 2011
- Les quatre frères noirs, Hermiston t.2, Futuropolis, 2011
- Une intégrale de Hermiston, remaniée par l'auteur et préfacée par l'écrivain Jean-Pierre Ohl, est parue en mai 2018 aux éditions Futuropolis[7].
- En même temps que la jeunesse, Actes Sud BD, 2011
- Ulysse, les chants du retour, Actes Sud BD, 2014
- Opération Copperhead, Dargaud, 2017
- Le Detection Club, Dargaud, octobre 2019
- La Fiancée du Dr Septimus (scénario de François Rivière), Éditions Blake et Mortimer, septembre 2021
- La République (d'après l'oeuvre de Platon), Philosophie magazine éditions, octobre 2021
- La pièce manquante, Dargaud, 2023

### Recueils
- Chroniques mystérieuses des Landes, Sud Ouest, 2007
- Un pour tous (abécédaire sur un texte du philosophe Michel Guérin), Actes Sud BD, 2016

### Affiche
- Affiche du Film Sri Lanka national Handball Team de Uberto Pasolini[8], 2008
- Affiche de la 26e édition du festival Arte Flamenco[9], 2014

## Expositions
- 2009 : "Les Invisibles", exposition au Rendez-vous de l'histoire de Blois
- 2015 :  "Ulysse", exposition au Rendez-vous de l'histoire de Blois
- 2018 : "Le roman s'écrit en bande dessinée", exposition collective au Festival Étonnants Voyageurs de Saint Malo
- Janvier-avril 2019 : "Aller-Retour, exposition Jean Harambat" Exposition FIBD et Institut René Goscinny au Musée de la bande dessinée d'Angoulême[10]

## Prix et nominations
- 2009 : Prix Château de Cheverny de la bande dessinée historique pour Les Invisibles
- 2012 : Sélection officielle au Festival d'Angoulême 2012 pour l'album En même temps que la jeunesse
- 2014 : Prix de la BD du Point pour Ulysse, les chants du retour[11]
- 2015 : 
  - Sélection officielle au Festival d'Angoulême 2015 pour l'album Ulysse, les chants du retour
  - Finaliste du Grand Prix de la critique de l'ACBD
- Prix Château de Cheverny de la bande dessinée historique pour Ulysse, les chants du retour
- 2017 :  
  - Prix René-Goscinny pour Opération Copperhead[12]
  - Finaliste du Grand Prix de la critique de l'ACBD
- 2018 : Sélection officielle au Festival d'Angoulême 2018 pour Opération Copperhead
- 2020 : Sélection Fauve Polar SNCF au Festival d'Angoulême 2020 pour Le Detection Club